# Stephanie Pratt
Stephanie Pratt (ur. 11 kwietnia 1986 w Los Angeles) – amerykańska osobowość telewizyjna, celebrytka. Najbardziej znana z reality show Wzgórza Hollywood (The Hills). Jest młodszą siostrą Spencera Pratta i szwagierką Heidi Pratt. Jest przyjaciółką Lauren Conrad. We Wzgórzach pokazane jest, iż nie wiążą ją silne relacje z bratem.

## Kariera i życie prywatne
Pojawia się regularnie w programie telewizji E! The Soup. Należy do FIDM (Fashion Institute of Design & Merchandising). Zaczęło o niej być głośno, kiedy oznajmiła, iż jej brat i jego żona Heidi Pratt byli torturowani na planie reality show I'm A Celebrity... Get Me Out Of Here!. Jednakże para później zaprzeczyła, aby doszło do takich czynów. W przeszłości walczyła z bulimią. W 2007 roku magazyn US Weekly wyjawił, że Stephanie była uzależniona od środków pobudzających oraz opisał sytuację z 2006 roku, w której ukradła 1,300$ ze sklepu „Neiman Marcus” w Honolulu. Pracowała tam jako asystentka producenta przy serialu telewizji ABC Zagubieni.Ostatnio na swoim twitterze potwierdziła przyjaźń z kontrowersyjnymi uczestnikami The X Factor Johnem i Edwardem. Oświadczyła, że są bardzo utalentowani i jeśli ich kariera skończy się w Wielkiej Brytanii, pomoże im osiągnąć karierę w USA wprowadzając ich najpierw do Wzgórz Hollywood.
18 października 2009 roku została aresztowana w Hollywood z podejrzeniem jazdy pod wpływem alkoholu. Została osadzona w więzieniu w Van Nuys. Test wykazał, iż miała 0.9 promila alkoholu w wydychanym powietrzu. W Kalifornii limit wynosi 0.8 promila. Została jednak zwolniona po kilku godzinach po wpłaceniu kaucji w wysokości 5,000$.